# Margaret Fuller

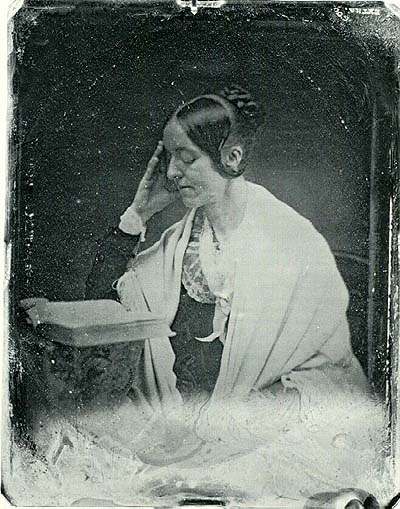
De enige bekende afbeelding van Margaret Fuller (door John Plumbe, 1846)

Sarah Margaret Fuller Ossoli, beter bekend als Margaret Fuller (23 mei 1810 – 19 juli 1850) was een Amerikaans journaliste, criticus en activiste voor vrouwenrechten. Ze wordt vaak in verband gebracht met de Amerikaanse transcendentalistische beweging. Ze was de eerste fulltime vrouwelijke journalist en boekrecensent van de Verenigde Staten. Zelf publiceerde ze ook enkele boeken, waaronder Woman in the Nineteenth Century. Dit boek wordt gezien als een van de grootste feministische werken in de Verenigde Staten.

## Biografie
Fuller werd geboren als Sarah Margaret Fuller in de buurt van Cambridge, Massachusetts. Ze kreeg thuis onderwijs van haar vader, Timothy Fuller. Later kreeg ze een meer formele opleiding en werd tijdelijk lerares. In 1839 begon ze met het houden van lezingen voor vrouwen over het feit dat vrouwen vaak de toegang tot hoger onderwijs werd ontzegd.
In 1840 werd ze de eerste redacteur voor The Dial. In 1844 ging ze werken voor de New York Tribune onder Horace Greeley. Ze bouwde een reputatie op als een van de best verkopende schrijfsters van New England. Tevens was ze de eerste vrouw die toegelaten werd tot de bibliotheek van het Harvard College.
In 1845 publiceerde ze Woman in the Nineteenth Century. Een jaar later mocht ze als eerste vrouwelijke correspondent van de Tribune naar Europa. Ze raakte in Europa betrokken bij de revolutie in Italië, waar ze de kant koos van Giuseppe Mazzini. Ze ontmoette ook Giovanni Ossoli, met wie ze een kind kreeg.
Fuller zette zich een groot deel van haar leven in als voorvechter van vrouwenrechten, en dan met name het recht op onderwijs en goed werk. Ze vocht ook voor andere veranderingen in de samenleving, zoals veranderingen binnen het regime van veel gevangenissen en emancipatie van (voormalige) slaven in de Verenigde Staten. Veel andere voorvechters van vrouwenrechten, zoals Susan B. Anthony, noemden haar een bron van inspiratie. Van haar directe omgeving kreeg ze echter maar weinig steun. Zo vond haar vriendin Harriet Martineau haar meer een prater dan een activiste. Bovendien stond ze erom bekend een groot zelfvertrouwen en soms een slecht humeur te hebben.
Fuller kwam in 1850 om het leven bij een schipbreuk voor de kust van Fire Island, New York, samen met haar man en kind. Haar lichaam is nooit teruggevonden.